# Актоган (Жуалынский район)
Актоган (каз. Ақтоған, до 2011 г. — Марьяновка) — село в Жуалынском районе Жамбылской области Казахстана. Входит в состав Актюбинского сельского округа. Код КАТО — 314235500.

## Население
В 1999 году население села составляло 90 человек (46 мужчин и 44 женщины). По данным переписи 2009 года, в селе проживало 97 человек (48 мужчин и 49 женщин).